# Salvestro de' Medici, detto Chiarissimo

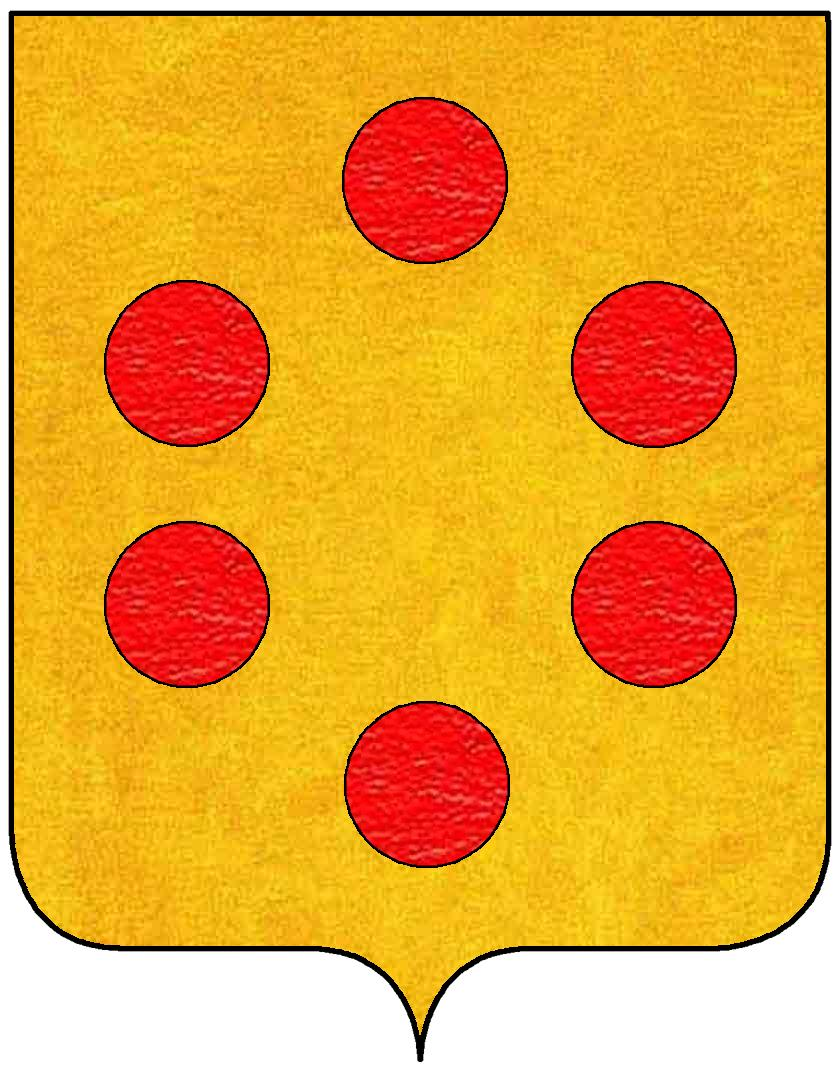
Arma antica dei Medici

Salvestro De' Medici, detto Chiarissimo, (fl. XIV secolo) è stato un politico italiano.

## Biografia
Salvestro fu il figlio di Averardo di Averardo de' Medici, veniva detto Chiarissimo e fu il padre di Averardo detto Bicci che diede a sua volta alla luce Giovanni di Bicci. Di lui si sa che fu ambasciatore a Venezia nel 1336, ma se ne ignorano le date di nascita e di morte.

## Discendenza
Si sposò con Lisa Donati ed ebbero tre figli:
- Giovenco;
- Averardo (*1320 †1363), sposò Giovanna di Lotto Cavallini e quindi Giacoma di Francesco Spini;
- Talento, sposò Giovanna Buoninsegni.